# Karl Adolf Lorenz
Karl Adolf Lorenz (także: Carl Adolf Lorenz; ur. 13 sierpnia 1837 w Koszalinie, zm. 3 marca 1923 w Szczecinie) – niemiecki kompozytor, organista, pedagog muzyczny.

## Życiorys
Jego ojciec był koszalińskim adwokatem, matka była córką radcy miejskiego. W dzieciństwie mieszkał w domu przy koszalińskim Rynku. Pierwszym nauczycielem muzyki młodego Lorenza był koszaliński kantor i skrzypek, Karl Friedrich Kummer. W roku 1853 przeprowadził się do Szczecina, gdyż jego ojciec został powołany tam na stanowisko radcy prawnego i cała rodzina zamieszkała przy ulicy Luisenstrasse (dziś: ul. Staromłyńska). Kształcił się w szczecińskim Gimnazjum Mariackim, a później w Berlinie, gdzie kształcił się w zakresie filozofii i muzyki. W studiach filozoficznych Karla Lorenza ważną rolę odegrały idee Artura Schopenhauera, w dziedzinie muzyki jego nauczycielami byli Siegfried Dehn i Friedrich Kiel.
Po ukończeniu studiów Karl Lorenz zajmował się udzielaniem lekcji muzyki w Stralsundzie, gdzie również założył i prowadził Towarzystwo Muzyczne (Musikverein). Po powrocie do Szczecina objął stanowisko w 1866 dyrektora muzycznego i zorganizował chór przy kościele farnym św. Jakuba. Po śmierci Carla Loewego w 1869 objął stanowisko kantora i organisty w tymże kościele. Pochowany został na cmentarzu Centralnym w Szczecinie, lecz pomnik nagrobny kompozytora nie przetrwał do czasów współczesnych.

## Dzieło
Karl Lorenz był aktywnym i wszechstronnym działaczem muzycznym – dyrygentem, organistą, kompozytorem i pedagogiem. Wykonywał dzieła innych kompozytorów, zajmował się organizacją życia muzycznego, a także sam komponował. Do jego utworów zaliczają się oratoria takie jak Winfried (1888), Otto Wielki /Otto der Große (1890), Krezus /Krösus (1892), Dziewica Orleańska /Jungfrau von Orleans (1895), Golgota/Golgatha op. 65, Światłość/ Das Licht op. 80 (1907) jak również Hymn do Sztuki/ Hymne an die Kunst na sola, chór i orkiestrę op. 25.
Jest też Karl Lorenz autorem dwóch oper: Harald i Theano (1893) oraz Komedia omyłek op. 40. Tworzył także utwory symfoniczne, kameralne, organowe oraz pieśni.